# Елмо (Мисури)
Елмо (енгл. Elmo) град је у америчкој савезној држави Мисури.

## Демографија
По попису из 2010. године број становника је 168, што је 2 (1,2%) становника више него 2000. године.
| Група             | 2000.        | 2010.       |
| Белци             | 166 (100,0%) | 163 (97,0%) |
| Афроамериканци    | 0 (0,0%)     | 0 (0,0%)    |
| Азијати           | 0 (0,0%)     | 0 (0,0%)    |
| Хиспаноамериканци | 0 (0,0%)     | 0 (0,0%)    |
| Укупно            | 166          | 168         |